# 貓肝吸蟲
貓肝吸蟲（學名：Opisthorchis felineus）是一種吸蟲綱寄生蟲，可寄生在哺乳類動物的膽管和膽囊，以膽汁為食，可造成肝、膽病變。
本物種於1884年首次由Sebastiano Rivolta在北義大利的貓肝發現。1891年，俄羅斯寄生蟲學家康斯坦丁·尼古拉耶维奇·维诺格拉多夫 (1847–1906)首度於人體發現，但當時未知乃同一物種，所以被命名為「西伯利亞肝吸蟲」。 1931年，德國汉堡蠕蟲學專家漢斯·福格爾（Hans Vogel）在期刊發表表物種的完整生活史。

## 分佈
全球約有1700萬人到感染，主要分布在環地中海地區的西班牙、法國、意大利、北馬其頓、希臘和土耳其，中歐的德國、瑞士和波蘭，以及俄羅斯的高加索地區和西伯利亞地區。

## 形態
成蟲尺寸介於長7至12毫米、寬2至3毫米的範圍，體型狹長而扁平，蟲體一端具有口吸盤，其腸管自此延蟲體兩側分叉延伸至尾端，在前端約五分之一界線處，另有一個與口吸盤約略等大的腹吸盤。此外泰國肝吸蟲雌雄同體，兩顆睪丸呈現深裂的分葉狀，分布在口吸盤的另一端，約是蟲體後端五分之一的區域，卵巢則位於中後段三分之一線上，子宮則在中段盤繞，分布在全長第一至第三個五等分線之間，兩旁可見網點狀的卵黃腺。

## 生活史

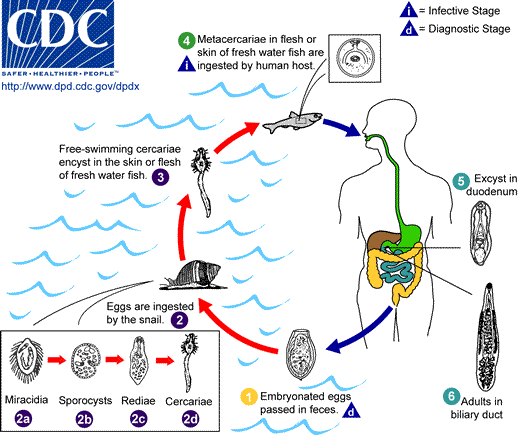
貓肝吸蟲的生物生命週期。

貓肝吸蟲的生活史與中華肝吸蟲和泰國肝吸蟲極為類似，以淡水螺為其第一中間宿主：蟲卵必須在其中孵化。然後經過四個發育階段後離開螺體，並尋找鯉科的淡水魚作為第二中間宿主，在魚鱗、皮膚、肌肉組織發育後，透過其他動物生吃、未完全熟食這些魚，幼蟲可在食用者體內脫去外囊，經過四週發育成蟲，可在宿主體內活上40年之久，每日約產下1000至2500顆卵，可隨膽汁一同進入消化道，最後隨糞便排出，是診斷的重要依據。
以下為常見的第一中間宿主：
- Bithynia inflata（異名：Codiella inflata）[5][4]
- Bithynia troschelii[5]
- Bithynia leachii[5][4]
- Bithynia tentaculata[4]

常見的第二宿主魚種計有：
- 高体雅罗鱼 Leuciscus idus
- 丁鱥 Tinca tinca
- 欧鳊 Abramis brama
- white-eye bream Ballerus sapa
- Barbus barbus
- 鯉 Cyprinus carpio
- 粗鱗鯿
- 高体雅罗鱼 Leuciscus idus
- 歐白魚 Alburnus alburnus
- Aspius aspius，以及
- 紅眼魚 Scardinius erythrophthalmus

最終宿主包括所有會吃魚的哺乳類動物，例如：狗、狐、貓、大鼠、豬、兔、海豹、獅子、狼獾、貂、臭鼬和人類。

## 對人類的影響
估算在俄羅斯約有150萬人被貓肝吸蟲寄生感染。在西伯利亚，當地居民習慣食用只是用鹽稍微淹製過、未經煮熟的冰凍浸漬魚。這很可能令他們受寄生在淡水魚中的貓肝吸蟲感染。
Opisthorchiasis專指由本物種引起的疾病，其嚴重程度從沒有明顯病徵到嚴重疾病，視乎能否及早檢測和接受治療。在人類，本物種感染的結果會影響肝臟、胰脏及膽囊。如感染者未能及早就醫，病情可能會惡化至肝硬化，更會增加患上肝細胞癌的風險。不過，兒童受感染後可能沒有明顯病徵。
當貓肝吸蟲進入體內兩週後，會開始感染膽道。這時的病徵包括发热、容易感覺疲倦、出現皮疹和胃腸道紊亂。嚴重時的病徵會有贫血和肝臟受損，令感染者在1-2個月內失去能力。治療通常會使用單次劑量的吡喹酮。

## 參看
- List of parasites (human)
- 中華肝吸蟲
- 泰國肝吸蟲
- 牛羊肝吸蟲
- 布氏薑片蟲

## 外部連結
- Armignacco, Orlando; Caterini, Luciano; Marucci, Gianluca; Ferri, Fabrizio; Bernardini, Giuliana; Raponi, Giampaolo Natalini; Ludovisi, Alessandra; Bossù, Teresa; Morales, Maria A. Gomez; Pozio, Edoardo. . Emerging Infectious Diseases. 2008-12, 14 (12): 1902-1905. ISSN 1080-6040. PMC 2634636 . PMID 19046516. doi:10.3201/eid1412.080782.